# Nellimarla
Nellimarla (talvolta erroneamente scritto "Nellimaria") è una suddivisione dell'India, classificata come census town, di 19.352 abitanti, situata nel distretto di Vizianagaram, nello stato federato dell'Andhra Pradesh. In base al numero di abitanti la città rientra nella classe IV (da 10.000 a 19.999 persone).

## Geografia fisica
La città è situata a 18° 10' 0 N e 83° 25' 60 E e ha un'altitudine di 190 m s.l.m..

## Società

### Evoluzione demografica
Al censimento del 2001 la popolazione di Nellimarla assommava a 19.352 persone, delle quali 9.325 maschi e 10.027 femmine. I bambini di età inferiore o uguale ai sei anni assommavano a 1.600, dei quali 778 maschi e 822 femmine. Infine, coloro che erano in grado di saper almeno leggere e scrivere erano 11.938, dei quali 6.508 maschi e 5.430 femmine.